# ولادیمیر مانیف
ولادیمیر مانیف (انگلیسی: Vladimir Maneyev؛ ۵ فوریه ۱۹۳۲ – ۸ ژانویه ۱۹۸۵) ورزشکار اهل اتحاد جماهیر شوروی سوسیالیستی بود.
وی همچنین برندهٔ جوایزی همچون نشان پرچم سرخ کار شده‌است.
وی در مسابقات کشوری و بین‌المللی در مجموع برندهٔ ۲ مدال طلا، ۱ مدال نقره شده‌است.